# Taghit (distrito)
Taghit é um distrito localizado na província de Béchar, Argélia. Sua capital é a cidade de mesmo nome. A população total do distrito era de 6 505 habitantes, em 2008.

## Comunas
O distrito consiste em apenas uma única comuna:
- Taghit